# NGC 5666
NGC 5666 est une galaxie spirale située dans la constellation de la Bouvier. Sa vitesse par rapport au fond diffus cosmologique est de 2 444 ± 16 km/s, ce qui correspond à une distance de Hubble de 36,1 ± 2,5 Mpc (∼118 millions d'al). NGC 5666 a été découverte par l'astronome britannique John Herschel en 1825.

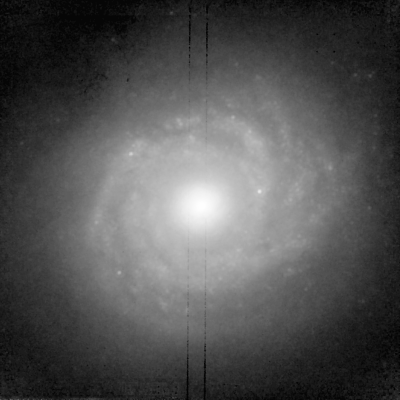
NGC 5666 dans le domaine de l'infrarouge par le télescope spatial Hubble.

NGC 5666 présente une large raie HI.
Selon un article publié par Steven D. Peterson en 1979, NGC 5666 et NGC 5669 forment une paire de galaxies. Cependant, NGC 5669 est beaucoup plus près de la Voie lactée que NGC 5666. Il s'agit donc d'une paire optique et non d'une paire réelle de galaxies.